# Diretor de Inteligência Nacional
O Diretor de Inteligência Nacional (em inglês: Director of National Intelligence; DNI) é um cargo do governo federal dos Estados Unidos que reporta diretamente ao Presidente dos Estados Unidos em temas como segurança interna e inteligência. Desde o primeiro mandato presidencial de Donald Trump (2017-2021), o Diretor de Inteligência Nacional participa ativamente do Gabinete dos Estados Unidos, embora não seja um oficial no nível de secretário-executivo. O "DNI" tem como função central coordenar e liderar a atuação conjunta das diversas agências de inteligência do país, sendo também o responsável principal pela elaboração e apresentação do relatório de inteligência da Casa Branca.
O cargo foi estabelecido em 2004, durante a Administração Bush, como uma das medidas de reestruturação do sistema de defesa estadunidense em resposta aos ataques de 11 de setembro de 2001. Anos depois, o próprio Bush expandiu os poderes do cargo com a Ordem Executiva 13470 (de 30 de julho de 2008) que reconhece a autoridade legal do Diretor de Inteligência Nacional para conduzir as políticas federais de inteligência e análise e coordenar a atuação das agências de inteligência estadunidenses com forças policiais estrangeiras.

## Poderes e incumbências
O Diretor de Inteligência Nacional (DNI) está sujeito à autoridade, direção e controle do Presidente dos Estados Unidos conforme o previsto na Lei de Reforma da Inteligência e Prevenção do Terrorismo de 2004. O mesmo instrumento legal ainda estipula as funções centrais do ocupante do cargo como:
- Servir como chefe da Comunidade de Inteligência dos Estados Unidos, composta por dezesseis agências federais especializadas em inteligência e análise;
- Direcionar e supervisionar o Programa Nacional de Inteligência;
- Aconselhar, quando solicitado, ao Presidente (e demais diretores e secretários de seus gabinetes executivos), ao Conselho de Segurança Nacional e ao Conselho de Segurança Interna sobre questões de inteligência relacionadas à segurança nacional.

## História
Em 30 de julho de 2008, o Presidente George W. Bush emitiu a "Ordem Executiva 13470", alterando a Ordem Executiva 12333 para fortalecer o papel do DNI. Além disso, pela Diretriz de Diretiva Presidencial 19, assinada por Barack Obama em outubro de 2012, o DNI recebeu a responsabilidade geral pelo denúncia e proteção de fontes da Comunidade de Inteligência.
Segundo a lei, "em circunstâncias normais, é desejável" que o Diretor ou o Diretor Adjunto Principal de Inteligência Nacional seja um oficial comissionado de serviço ativo nas forças armadas ou tenha treinamento ou experiência em atividades e requisitos de inteligência militar. Apenas um dos dois cargos pode ser ocupado por um oficial militar em qualquer momento. O estatuto não especifica o grau que o oficial comissionado manterá durante seu mandato em qualquer posição. Em 20 de julho de 2010, o presidente Obama nomeou o general aposentado James R. Clapper para o cargo, que foi confirmado pelo Senado em 5 de agosto de 2010 e substituiu o diretor interino David C. Gompert. O DNI anterior era o almirante aposentado da Marinha Dennis C. Blair, cuja renúncia entrou em vigor em 28 de maio de 2010. Atualmente o cargo é ocupado por Avril Haines.

## Lista de diretores
| N.º | Diretor(a)      | Diretor(a)      | Mandato                 | Mandato                 | Presidência | Presidência |
| N.º | Diretor(a)      | Diretor(a)      | Início de mandato       | Fim de mandato          | Presidência | Presidência |
| --- | --------------- | --------------- | ----------------------- | ----------------------- | ----------- | ----------- |
| 1   | John Negroponte | John Negroponte | 21 de abril de 2005     | 13 de fevereiro de 2007 |             | Bush        |
| 2   | Mike McConnell  | Mike McConnell  | 13 de fevereiro de 2007 | 27 de janeiro de 2009   |             | Bush        |
| 3   | Dennis C. Blair | Dennis C. Blair | 27 de janeiro de 2009   | 28 de maio de 2010      |             | Obama       |
|     | David Gompert   | David Gompert   | 28 de maio de 2010      | 5 de agosto de 2010     |             | Obama       |
| 4   | James Clapper   | James Clapper   | 5 de agosto de 2010     | 20 de janeiro de 2017   |             | Obama       |
|     | Mike Dempsey    | Mike Dempsey    | 20 de janeiro de 2017   | 16 de março de 2017     |             | Trump I     |
| 5   | Dan Coats       | Dan Coats       | 16 de março de 2017     | 15 de agosto de 2019    |             | Trump I     |
|     | Joseph Maguire  | Joseph Maguire  | 16 de agosto de 2019    | 20 de fevereiro de 2020 |             | Trump I     |
|     | Richard Grenell | Richard Grenell | 20 de fevereiro de 2020 | 26 de maio de 2020      |             | Trump I     |
| 6   | John Ratcliffe  | John Ratcliffe  | 26 de maio de 2020      | 20 de janeiro de 2021   |             | Trump I     |
|     | Lora Shiao      | Lora Shiao      | 20 de janeiro de 2021   | 21 de janeiro de 2021   |             | Biden       |
| 7   | Avril Haines    | Avril Haines    | 21 de janeiro de 2021   | 20 de janeiro de 2025   |             | Biden       |
|     | Stacey Dixon    | Stacey Dixon    | 20 de janeiro de 2025   | 25 de janeiro de 2025   |             | Trump II    |
|     | Lora Shiao      | Lora Shiao      | 25 de janeiro de 2025   | 12 de fevereiro de 2025 |             | Trump II    |
| 8   | Tulsi Gabbard   | Tulsi Gabbard   | 25 de janeiro de 2025   | Incumbente              |             | Trump II    |